# 斎部広成
斎部 広成（いんべ の ひろなり）は、平安時代初期の貴族。姓は忌部宿禰のち斎部宿禰。官位は従四位下・神祇大副。

## 来歴
延暦22年（803年）父と想定される浜成らと共に忌部宿禰姓から斎部宿禰姓に改姓した。
斎部氏は代々中臣氏と並んで朝廷において祭祀を掌る官職に任ぜられてきたが、中臣氏の裔流から藤原氏が台頭すると、中臣氏が祭祀の官職を独占するようになった。このような中で、大同元年（806年）に中臣氏と忌部氏の双方から自らの氏族を幣帛使に任ずるべきとの訴えが出された（中臣・忌部相訴）。
- 中臣氏：忌部氏は幣帛を作るのが本分で、祝詞を読み上げることではない。従って、忌部氏を（幣帛を捧げ祝詞を上げる）幣帛使とすることはできない。
- 忌部氏：幣帛や祈祷は忌部の職掌である。従って、忌部氏を幣帛使とし、中臣氏は祓使のことを預からしむべきである。

この訴えに対して以下勅命が出され、ある程度忌部氏の訴えが認められた。
- 『日本書紀』に基づき、祈祷は中臣氏と忌部氏の双方がともに関与する。
- 『神祇令』に基づき定期の祭礼は中臣氏と忌部氏がそれぞれの役割を担い、臨時の祭礼では幣帛使に中臣氏と忌部氏の両氏を相半ばとなるように充てる。

さらに広成は、大同2年（807年）平城天皇の朝儀に関する召問に応えて『古語拾遺』を著すことで、斎部氏の職掌の正当性を由縁と根源を主張し、世間に知らしめた。この時に広成は81歳とも伝わる。広成はこの功績もあり、翌大同3年（808年）従五位下に叙せられた。
池辺真榛は広成と浜成を同一人物と推定している。